# 周滋
周滋（？—？），字伯霖，號海莊，青州左衛軍籍山東諸城縣人，明朝政治人物。

## 生平
嘉靖二十二年（1543年）癸卯科山東鄉試第二十六名舉人。嘉靖三十二年（1553年）中式癸丑科會試第二百八十二名，三甲第一百九十四名進士。工部观政，授行人，考选御史，升徽州府知府。

## 家族
曾祖周英；祖父周禎；父周臣，母董氏。弟周濡（生员）、周津（生员）、周泗、周泮。